# Leptodermis velutiniflora
Leptodermis velutiniflora är en måreväxtart som beskrevs av Hsien Shui Lo. Leptodermis velutiniflora ingår i släktet Leptodermis och familjen måreväxter.

## Underarter
Arten delas in i följande underarter:
- L. v. tenera
- L. v. velutiniflora